# Бородина, Полина Игоревна
Полина Игоревна Бородина (род. 22 августа 1990, Свердловск, СССР) — российский драматург, сценарист.

## Биография
Родилась 22 августа 1990 года в Свердловске. В 2011 году закончила Екатеринбургскую академию современного искусства. В 2010 году поступила в Екатеринбургский государственный театральный институт на курс Николая Коляды.
В 2012 году пьеса «Здесь живет Нина» стала лауреатом конкурса «Действующие лица» театра Школа современной пьесы. Позже пьеса вошла в финал конкурса драматургии национальной театральной премии «Золотая маска».
В 2014 году пьеса «От безделья ты отпустишь всех китов в океан» была номинирована на литературную премию «Дебют» и представлена на фестивале молодой драматургии «Любимовка». В 2018 году пьеса «Исход» стала победителем конкурса «Кульминация».
Спектакли по пьесам Бородиной идут в Москве, Екатеринбурге, Улан-Удэ, Мирном, Омске, Прокопьевске и других. Активно сотрудничает с театрами, создавая пьесы в рамках проектов. С 2013 по 2017 год была организатором и программным директором фестиваля «За!текст» (Екатеринбург).
В 2022 году стала лауреатом Российской национальной театральной премии «Арлекин» в категории «Лучшая работа драматурга» за спектакль «Сахарный ребёнок» (совместный проект творческого центра «Среда» и ЦИМа, режиссёр Полина Стружкова).
Живет в Москве.

## Пьесы
- «Исход»[11]
- «Варвары»[12][13]
- «От безделья ты отпустишь всех китов в океан»[14]
- «Здесь живет Нина»[15]
- «Рыба и шоколад»[16]
- «Вий» (по мотивам одноименной повести Николая Гоголя)[17]
- «Свингеры»[18]
- «Настоящее неопределённое время»
- «30+» (в соавторстве с Ярославой Пулинович)[19]
- «Три четверти грусти»[20]
- «Подельники»[21]
- «СашБаш. Свердловск-Ленинград и назад» (в соавторстве с Ярославой Пулинович)[22]
- «Мирный»[23]

## Публикации
- «Здесь живет Нина» // «Современная драматургия». М.: 2013 № 2.[24]
- «Здесь живет Нина» // Лучшие пьесы — 2012: (Сборник). — Москва: Издательство «Лайфбук», 2012
- «Болотное дело» // Colta.ru , 2015[25]
- «Три четверти грусти» // Антология современной русской пьесы, 2017
- «Исход» // Пьесы года 2018: (Сборник драматических произведений). М.: Благотворительный Фонд поддержки деятелей культуры и искусства «Стремление», 2018[26]

## Спектакли

### Центр современной драматургии
- «Свингеры», реж. Ирина Васьковская, Дарья Уткина[27]
- «СашБаш. Поезд Свердловск-Ленинград», реж. Семён Серзин[28]

### Театр.doc
- «Болотное дело», реж. Елена Гремина[29]
- «Подельники», реж. Зарема Заудинова[30]

### Другие площадки
- «Здесь живёт Нина», Школа современной пьесы, Москва, реж. Евгений Кочетков[31]
- «З0+», Прокопьевский драматический театр, реж. Вера Попова[19]
- «В Авангарде», Театр юного зрителя, Омск, реж. Владимир Золотарь[32]
- «Мирный», Мирнинский театр, Мирный (документальный спектакль в рамках фестиваля Театра наций), реж. Вячеслав Тыщук[33]
- «Бездомные», Государственный центр современного искусства, реж. Дмитрий Зимин
- «Война. Мир», театральный эскиз в рамках фестиваля «Территория», реж. Семён Серзин[34]
- «Автобус № 33» (спектакль в рамках проекта «Уралмаш: производство будущего»)
- «Уралмаш. GO», ДК Орджоникидзевский, Екатеринбург, реж. Дмитрий Зимин[35]
- «Антигона», русский драматический театр им. Н. А. Бестужева, реж. Евгений Зайд, Улан-Удэ[36]
- «Король Матиуш» (по романам Януша Корчака), театр «Глобус», Новосибирск, реж. Полина Стружкова[37]
- «Вий», Архангельский молодёжный театр, реж. Максим Соколов[38]
- «На „Дне“» (по мотивам романа Александра Солженицына «Красное колесо»), Новое Пространство Театра Наций, реж. Артём Терёхин[39]
- «В поисках гадкого утёнка», Няганский ТЮЗ, реж. Алессандра Джунтини[40]

## Фильмография
- 2014 — сериал «Черта», реж. Вадим Дубровицкий[41]
- 2016 — сериал «Доктор Рихтер», реж. Андрей Прошкин, Илья Казанков[42]